# Col·legi Electoral dels Estats Units

Col·legis electorals per estat i sistema de recompte de vots.

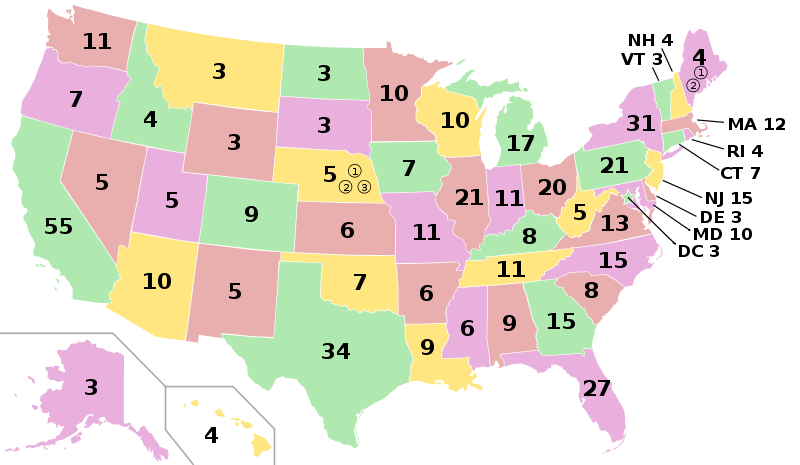
Vots electorals per estat/districte federal per a les eleccions del 2004 i 2008.

Mapa del Col·legi Electoral que mostra els resultats de les Eleccions Presidencials Dels Estats Units De 2008. El Senador Barack Obama (D-IL) va guanyar el vot popular en 28 estats i el Districte de Columbia (marcades en blau) per obtenir 365 vots electorals. El Senador John McCain (R-AZ) va guanyar el vot popular en 22 estats (marcades en vermell) per obtenir 173 vots electorals. Nebraska va dividir el seu vot electoral quan el senador Obama va guanyar el vot electoral del 2dc de Nebraska; els altres quatre vots electorals van ser guanyats per McCain.

El Col·legi Electoral és el cos de compromissaris electes encarregat d'elegir el President i el Vicepresident dels Estats Units. Des de 1964 el col·legi electoral ha tingut 538 electors. El col·legi electoral és un exemple d'elecció indirecta.
En lloc de votar directament al President i el Vicepresident, els ciutadans dels Estats Units emeten els seus vots per als electors. Els electors són tècnicament lliures de votar a favor de qualsevol persona elegible per ser President, però a la pràctica es comprometen a votar per candidats específics els votants emeten els seus vots a favor dels candidats presidencials i vicepresidencials en votar pels electors corresponents. Aquest procés s'ha normalitzat fins al punt que els noms dels electors apareixen en la papereta electoral només en un grapat d'estats.
La majoria dels estats permeten als votants elegir entre les llistes d'electors de l'estat que es van comprometre a votar a favor del candidat presidencial i vicepresidencial de diversos partits; el candidat que rep la majoria dels vots de l'estat 'guanya' tots els vots emesos pels electors d'aquest estat. Les campanyes presidencials nord-americanes es concentren a guanyar el vot popular en una combinació dels Estats amb major nombre d'electors, en lloc de fer campanya per guanyar el major nombre de vots a nivell nacional.
Cada estat té un nombre d'electors igual al nombre dels seus senadors i representants en el Congrés dels Estats Units. A més, en virtut de la vint-i-tresena esemana, el Districte de Columbia rep electors com si es tractés d'un estat, però mai més que el nombre de vots de l'estat "menys poblat". Els territoris nord-americans no estan representats en el Col·legi Electoral.
Cada elector té dret a un vot per a President i un vot per a Vicepresident. Per ser elegit, un candidat ha de tenir una majoria (des de 1964, almenys 270) dels vots electorals emesos per a aquest càrrec. En cas que cap candidat a la Presidència no guanyi una majoria dels vots electorals, l'elecció és feta per la Cambra De Representants. En cas que cap candidat per a Vicepresident no posseeixi una majoria dels vots electorals, l'elecció la fa el Senat.
La Constitució permet a cada legislatura estatal designar un mètode d'elecció dels electors. Quaranta i vuit estats i el Districte de Columbia han adoptat un sistema segons el qual el guanyador s'emporta tots els vots, en el qual els votants elegeixen entre les llistes dels electors de l'estat perquè votin pel candidat a la presidència i a la vicepresidència. El candidat que guanya la majoria dels vots en l'estat guanya el suport de tots els electors de l'estat. Els altres dos estats, Maine i Nebraska, utilitzen un sistema escalonat on un únic elector és elegit dins de cada districte del Congrés i dos electors són elegits per vot popular a nivell estatal. Les eleccions presidencials dels Estats Units són efectivament una amalgamació de 51 eleccions separades i simultànies (50 estats més el Districte de Columbia), en lloc d'una sola elecció nacional.
Els candidats poden no obtenir el major nombre de vots en la votació popular a nivell nacional en una elecció presidencial i, amb tot i això, guanyar aquesta elecció. Això va ocórrer en 1876, 1888, el 2000, i 2016. Els crítics argumenten que el Col·legi Electoral és intrínsecament antidemocràtic i dona a alguns estats indecisos una influència desproporcionada a l'hora de la selecció del President i Vicepresident. Els seus partidaris argumenten que el Col·legi Electoral és un fet distintiu característic i important del sistema federal, i protegeix els drets dels estats més petits. S'han introduït nombroses esmenes constitucionals en el Congrés perquè se substitueixi el Col·legi Electoral per un sistema de vot popular directe. Tanmateix, cap proposta no ha aconseguit arribar amb èxit al Congrés.

## Dia d'elecció
La llei federal estableix el dimarts següent del primer dilluns de novembre com el dia per a la celebració de les eleccions federals.
La forma d'elecció dels electors la determina cada estat mitjançant la seva pròpia legislació. Actualment, tots els Estats elegeixen els electors per l'elecció popular en la data especificada per la llei federal. Si bé moltes persones poden creure que estan votant a favor del seu candidat presidencial, estan votant en realitat per als electors del candidat.
Quaranta-vuit estats i Washington, DC utilitzen un sistema d'elecció majoritari, segons el qual el guanyador s'emporta tots els grans electors d'aquell estat, atorgant tots els seus electors al candidat presidencial com un sol bloc. Dos estats, Maine i Nebraska, seleccionen un elector dins de cada districte congressual per votació popular, i, a més, seleccionen els dos restants electors pel vot popular. Aquest mètode s'ha utilitzat en l'estat de Maine des de 1972, i, a Nebraska des de 1992.

## Distribució del vot electoral
El següent quadre mostra el nombre de vots electorals a què te dret cada un dels estats i el Districte de Columbia durant les eleccions presidencials de la dècada de 2020. Després del cens del 2020, sis estats van incrementar els escons a la Cambra: Colorado, Florida, Montana, Carolina del Nord i Oregon en van guanyar un, Texas en va guanyar dos, mentre que Califòrnia, Illinois, Michigan, Nova York, Ohio, Pennsilvània i Virgínia Occidental van perdre un seient cadascun.
| Estat          | Vots electorals | Estat              | Vots electorals |
| -------------- | --------------- | ------------------ | --------------- |
| Alabama        | 9               | Montana            | 4               |
| Alaska         | 3               | Nebraska           | 5               |
| Arizona        | 11              | Nevada             | 6               |
| Arkansas       | 6               | Nou Hampshire      | 4               |
| Califòrnia     | 54              | Nova Jersey        | 14              |
| Colorado       | 10              | Nou Mèxic          | 5               |
| Connecticut    | 7               | Nova York          | 28              |
| Delaware       | 3               | Carolina del Nord  | 16              |
| Washington DC. | 3               | Dakota del Nord    | 3               |
| Florida        | 30              | Ohio               | 17              |
| Geòrgia        | 16              | Oklahoma           | 7               |
| Hawaii         | 4               | Oregon             | 8               |
| Idaho          | 4               | Pennsilvània       | 19              |
| Illinois       | 19              | Rhode Island       | 4               |
| Indiana        | 11              | Carolina del Sud   | 9               |
| Iowa           | 6               | Dakota del Sud     | 3               |
| Kansas         | 6               | Tennessee          | 11              |
| Kentucky       | 8               | Texas              | 40              |
| Louisiana      | 8               | Utah               | 6               |
| Maine          | 4               | Vermont            | 3               |
| Maryland       | 10              | Virgínia           | 13              |
| Massachusetts  | 11              | Washington         | 12              |
| Michigan       | 15              | Virgínia de l'Oest | 4               |
| Minnesota      | 10              | Wisconsin          | 10              |
| Mississipi     | 6               | Wyoming            | 3               |
| Missouri       | 10              | Total d'electors   | 538             |